# Samuel Johan Chierlin
Samuel Johan Chierlin, född 28 januari 1742 i Mjölby, Östergötlands län, död 13 september 1828, var en svensk ämbetsman och amatörmusiker.

## Biografi
Samuel Johan Chierlin föddes 1742 i Mjölby. Han var son till mönsterskrivaren Anders Chierlin. Chierlin blev 1760 student vid Uppsala universitet och blev 1766 notarie vid Stora sjötullsrätten i Stockholm. Han var är från 1767 notarie i kommerskollegium och 1776 vice advokatfiskal därstädes.
Chierlin blev ämbetsman i kommerskollegium 1763 och blev kommerseråd 1805. Han studerade musik för Johan Adolph Mecklin och var medlem av Utile Dulci. Han invaldes den 4 april 1781 som ledamot nr 78 av Kungliga Musikaliska Akademien och blev akademiens kamrerare 1788. Samuel Johan Chierlin är bror till Hans Jacob Chierlin och Lars Anders Chierlin.

### Egendom
Chierlin ägde Oppeby herrgård i Sankt Nicolai socken.

### Familj
Chierlin gifte sig första gången med Johanna Carolina Grevesmöhlen. De fick tillsammans dottern Anna Beata Christina Chierlin (1775–1827) som var gift med majoren Leonard Fredrik Cederschiöld.
Chierlin gifte sig andra gången 27 januari 1791 med Maria Elisabeth Tidén, dotter till kyrkoherden Pehr Tidén i Rystads församling och Maria Elisabeth Collin. Maria Elisabeth Tidén var änka efter kyrkoherden Gustaf Collin i Vadstena församling. Chierlin och Tidén fick tillsammans barnen Maria Chierlin, Sophie Chierlin, Andrietta Petronella Chierlin (1796–1864) som var gift med kyrkoherden Johan Ulrik Wallenberg i Hovs församling och Hedda Wilhelmina Chierlin (1804–1828) som var gift med kyrkoherden Isak Herman Kinnander i Vadstena församling.